# Береговий (Єнотаєвський район)
Береговий  (рос. Береговой) — селище у Єнотаєвському районі Астраханської області Російської Федерації.
Населення становить 129 осіб. Входить до складу муніципального утворення Середньоволзька сільрада.

## Історія
Населений пункт розташований на території українського етнічного та культурного краю Жовтий Клин. Від 1925 року належить до Єнотаєвського району.
Згідно із законом від 6 серпня 2004 року органом місцевого самоврядування є Середньоволзька сільрада.

## Населення
| 2002 | 2010 | 2011 |
| ---- | ---- | ---- |
| 133  | ↘105 | ↗129 |